# State Grid Corporation of China
La Société nationale chinoise des réseaux électriques (chinois : 国家电网公司, aussi connu sous son nom anglais State Grid Corporation of China, SGCC) est une société chinoise qui est le plus grand gestionnaire de réseau, transporteur et distributeur d'électricité au monde en nombre d'employés (1 564 000 en 2011). Elle est chargée de l'acheminement de l'électricité au travers de filiales implantées dans toutes les provinces du Nord, de l'Est et du centre de la Chine, soit vingt-six provinces représentant 88 % du territoire chinois. La SGCC distribue l'électricité à plus d'un milliard de personnes. 
L'adoption le 29 décembre 2002 de la réforme séparant les activités de production et de distribution de l'électricité a abouti à la division de la State Electric Power Corporation (国家电力公司) en deux nouvelles entités : la Société nationale chinoise des réseaux électriques et la China Southern Power Grid Company.
C'est la troisième entreprise mondiale en ce qui concerne le nombre de salariés (1 564 000) derrière Walmart et China National Petroleum Corporation. En 2011, elle affichait un chiffre d'affaires de 265 milliards de dollars américains, la classant au 7e rang des plus grandes entreprises mondiales classées en fonction de leur chiffre d'affaires.

## Histoire
La Chine a entamé une réforme en trois étapes du secteur énergétique du pays à partir de 1986. La troisième étape de ce programme de réforme, réalisée en mars 2002 par le Conseil des affaires de l'État de la République populaire de Chine, a consisté à séparer les activités de distribution et de production d'électricité afin de créer de la concurrence dans ce secteur. Dans ce nouveau contexte réglementaire, la Société nationale chinoise des réseaux électriques a été créée le 29 décembre 2002, issue de la division de l'ancienne State Electric Power Corporation. 
Le début des années 2000 a été marqué par des pénuries d'électricité, forçant le gouvernement à instaurer un système de délestages planifiés. Ainsi, entre 2002 et 2005, la Société nationale chinoise des réseaux électriques estime les pertes économiques à un milliard de yuans .

## Développement national
Entre 2006 et 2011, la quantité d'électricité transportée chaque année par la SGCC est passée de 1 710 à 3 093 TWh, soit une augmentation de 12,6 % par an. Les investissements sur les réseaux électriques chinois sont, eux, passés de 28 milliards de dollars en 2006 à 47,7 milliards en 2011.
En 2006, la Société nationale chinoise des réseaux électriques a connecté au réseau 545 000 nouveaux foyers situés en zone rurale, leur offrant gratuitement l'électricité sine die dans le cadre du projet « Courant pour tous » (« Power for All »). Sur la période 2007-2008, la SGCC planifie d'investir 3 milliards de dollars pour le même projet afin de raccorder 4,5 millions de Chinois pauvres supplémentaires dans 18 provinces[réf. nécessaire]. 
En 2015, la Société nationale chinoise des réseaux électriques a annoncé qu'elle investira 65 milliards de dollars pour développer et entretenir les réseaux électriques dont elle a la charge.

### Développement des réseaux intelligents
La Société nationale chinoise des réseaux électriques est un acteur de premier plan dans le cadre du programme chinois de développement des réseaux électriques intelligents qui court de 2011 à 2015. Sur cette période, l'entreprise a annoncé investir 400 milliards de dollars pour l'ensemble du réseau électrique, dont 100 milliards spécifiquement destinés aux réseaux électriques intelligents. L'objectif est d'installer 300 millions de compteurs communicants d'ici 2015 contre 36 millions en 2011.
À la fin de l'année 2011, la SCGG menait 238 projets-pilotes de réseaux intelligents à travers la Chine en vue de résoudre les problèmes techniques et de développer de nouveaux systèmes de gestion.
En outre, le projet chinois de smart grids repose sur le déploiement de lignes ultra haute tension (en)(1 100 kV) pour le transport de l'électricité. D'ici 2015, l'entreprise planifie de construire six lignes électriques ultra haute tension en courant alternatif et onze autres en courant continu.

## Développement international
En 2014, la SGCC dispose d'actifs dont la valeur est évaluée à 17 milliards d'euros en dehors de la Chine (sans Hong Kong). Ceux-ci se concentrent principalement au Brésil, au Portugal, en Australie, aux Philippines, en Italie et à Hong Kong. L'entreprise compte investir de 30 à 50 milliards de dollars à l'étranger d'ici 2020 .
Le 12 décembre 2007, le consortium philippin Monte Oro Grid Resources Corp., associé à la SGCC, remporte l'appel d'offres (proposition de 3,95 milliards de dollars) lancé par le Power Sector Assets and Liabilities Management (PSALM) Corp. pour gérer pendant 25 ans le réseau électrique des Philippines.
En 2010, la Société nationale chinoise des réseaux électriques a investi 11 milliards de dollars dans l’État malaisien du Sarawak pour développer plusieurs projets de barrages hydroélectriques. Ces nouveaux barrages ont néanmoins suscité la polémique en raison de leur coût environnemental et du déplacement de communautés traditionnelles,.
En 2010 également et pour un montant d'un milliard de dollars, la SGCC a acquis sept sociétés au Brésil, devenant le principal gestionnaire de réseaux du Sud-Ouest du pays, dont celui des villes de Rio de Janeiro et São Paulo. En 2014, la SGCC et Eletrobras ont signé un accord en vue de construire une ligne ultra haute tension (en) de plus de 2 000 km entre le bassin amazonien et les régions du Sud-Ouest du pays pour acheminer l'électricité des nouveaux barrages hydroélectriques . En 2015, la SGCC a remporté un nouveau contrat pour construire et exploiter 2 500 kilomètres de lignes électriques entre le barrage hydroélectrique de Belo Monte et l'État de Rio de Janeiro. Le coût de construction de cette ligne ultra haute tension (en) a été estimé à 1,9 milliard d'euros (7 milliards de reals).
En 2012, la SGCC a acquis 25 % de Redes Energéticas Nacionais, le gestionnaire des réseaux électriques et de gaz portugais, pour 387 millions d'euros.
En 2013, la SGCC a reçu l'autorisation du ministre australien des Finances, Joe Hockey, d'acquérir 19,9 % de SP AusNet (en) ainsi que 60 % de Jemena (en), principaux distributeurs d'énergie de l’État de Victoria.
En 2014, la Caisse des dépôts italienne a cédé 35 % du capital de CDP Reti à la Société nationale chinoise des réseaux électriques pour un montant de 2,4 milliards d'euros,. La CDP Reti est un fonds qui gère des parts de contrôle minoritaire au capital des deux principales sociétés de réseau de transport d'énergie en Italie : la SNAM (réseau de transport de gaz) et TERNA (réseau haute tension de transport d'électricité).
En janvier 2017, la Société nationale chinoise des réseaux électriques a acquis 54,64 % du capital de CPFL Energia, présent à la fois dans la production d'énergie verte et dans les réseaux de transport et de distribution d'électricité brésiliens, pour 4,2 milliards d'euros ; State Grid contrôlait déjà 10 000 km de lignes électriques au Brésil.

## Parc aérien
Elle dispose via la State Grid General Aviation Company d'une flotte, en 2019, d'une quinzaine d'hélicoptères Airbus Helicopters H125, H120, H215 et H225.